# Stefan Majewski
Stefan Majewski (Bydgoszcz, 31 gennaio 1956) è un allenatore di calcio ed ex calciatore polacco, di ruolo difensore.

## Carriera

### Giocatore
Ha giocato nella prima divisione polacca, in quella tedesca ed in quella cipriota, oltre che nella seconda divisione tedesca.

### Allenatore
Nel 2009 ha guidato, ad interim, la Polonia.

## Palmarès

### Giocatore

#### Competizioni nazionali
- Coppa di Polonia: 2

Legia Varsavia: 1979-1980, 1980-1981
- Campionato tedesco di seconda divisione: 1

Friburgo: 1992-1993